# Tartak, Cecelnîk
Tartak (în ucraineană Тартак) este localitatea de reședință a comunei Tartak din raionul Cecelnîk, regiunea Vinnița, Ucraina.

## Demografie
Componența lingvistică a localității Tartak
     Ucraineană (98,69%)
     Alte limbi (1,3%)
Conform recensământului din 2001, majoritatea populației localității Tartak era vorbitoare de ucraineană (98,69%), existând în minoritate și vorbitori de alte limbi.